# Léon Susse
Henri Léon Victor Susse (París, 23 de setembre de 1844 - París, 16 d'abril de 1910) va ser un regatista francès, que va competir a cavall del segle xix i el segle xx. El 1900 va prendre part en els Jocs Olímpics de París on participà en diferents proves del programa de vela. Guanyà dues medalles de plata en les dues curses de la categoria de 2 a 3 tones, formant equip amb Jacques Doucet, Auguste Godinet i Henri Mialaret. La cursa de la classe oberta no la pogué finalitzar.